# Смрт у рају (1. сезона)
Прва сезона британске полицијске крими-драмедије Смрт у рају емитована је од 25. октобра до 13. децембра 2011. године на каналу BBC One.

## Опис
Бен Милер, Сара Мартинс, Дени Џон-Џулс, Гери Кар и Дон Варингтон су ушли у главну поставу као Ричард Пул, Камил Бордеј, Двејн Мајерс, Фидел Бест и Селвин Патерсон.

## Улоге

### Главне
- Бен Милер као ДИ Ричард Пул
- Сара Мартинс као ДН Камил Бордеј
- Дени Џон-Џулс као Позорник Двејн Мајерс
- Гери Кар као Позорник Фидел Бест
- Дон Варингтон као начелник Селвин Патерсон

### Епизодне
- Елизабет Буржин као Кетрин Бордеј (епизоде 2−8)

## Епизоде
| Бр. еп. (укупно) | Бр. еп. (у сезони) | Наслов                  | Редитељ      | Сценариста     | Премијера          | Гледаност у Британији (милиони) |
| --- | ------------------ | ----------------------- | ------------ | -------------- | ------------------ | ------------------------------- |
| 1 | 1                  | "Долазак у рај"         | Чарлс Палмер | Роберт Торогуд | 25. октобар 2011.  | 6,78                            |
| Чарли Хјум, британски детектив инспектор, пронађен је убијен у закључаној соби за панику на карипском острву Сент Мери у власништву брачног пара Лавендер, Саре и Џејмса. Начелник Селвин Патерсон захтева да британски официр истражи Чарлијеву смрт тако да мрзовољни инспектор Ричард Пул невољно лети да Сент Мери да реши загонетку. Наредница Лили Томсон и позорник Фидел Бест га трпе док позорник Двејн Мајерс проналази грешку у његовим 'енглеским' методама. Ричард сазнаје да је Чарли имао аферу са Саром Лавендер, што је Џејмсу дало мотив за убиство. Ричард је убеђен да је решио случај, али тада је и Џејмс убијен, што је приморало Ричарда да дубље погледа случај и потражи загонеткну жену виђену у кући на дан Чарлијеве смрти, као и да размисли о питању - како можеш да убијеш некога у закључаној соби? |                    |                         |              |                |                    |                                 |
| 2 | 2                  | "Кобна прва брачна ноћ" | Роџер Голдби | Роберт Торогуд | 1. новембар 2011.  | 6,53                            |
| Млада је погођена пушком у срце и пала са балкона само неколико минута након венчања у соби од које није имала кључ. Ричард се удружује са новом наредницом Камил како би утврдио ко би желео да је млада мртва и сазнаје да нико није улазио нити излазио са петог спрата хотелске собе током прославе, што га наводи на уверење да је неко од гостију забаве сигурно убица. Међутим, изгледа да нико нема конкретне разлоге за убиство и сви имају алибије осим новопеченог мужа, а када је и собарица пронађена задављена, Ричард се пита да ли је њен знак за чишћење у току изазвао све. |                    |                         |              |                |                    |                                 |
| 3 | 3                  | "Предвиђање убиства"    | Чарлс Палмер | Роберт Торогуд | 8. новембар 2011.  | 5,31                            |
| Двејн је био присутан када је Анђелик Морел, вуду свештеница предвидела сопствену смрт и ко је убица, иако је настао шок када је касније убијена у месној школи на острву само неколико сати након тога. Ричард сазнаје за аферу која се догодила много година раније у школи која је довела до нестанка једне жене која је била ћерка свештенице. Он скреће пажњу на Николаса Денама, главног осумњиченог и Фиделовог старог директора који је умешан у нестанак жене и одговара опису који је дала вуду свештеница. Али Николас има алиби, што доводи Ричарда да се запита да ли му је смештено или не. |                    |                         |              |                |                    |                                 |
| 4 | 4                  | "Недостаје тело?"       | Роџер Голдби | Џејмс Пејн     | 15. новембар 2011. | 5,82                            |
| Меган Талбот улази у полицијску станицу Сент Мерија прекривена крвљу и признаје убиство свог насилног мужа Лукаса. Лукасово тело у почетку није нигде пронађено због чега Ричард верује да је невина док се Камил не слаже. Када је тело касније пронађено у мору, Ричард још увек не верује да Меган стоји иза његове смрти, а док испитује Лукасове пријатеље Патрика и Астрид Најт, његови разлози да сумња да је неко од њих је повећање броја убица. |                    |                         |              |                |                    |                                 |
| 5 | 5                  | "Пронађите разлику"     | Алфред Лот   | Хари Холмс     | 22. новембар 2011. | 5,45                            |
| Ричарду је непријатно када је затвореник убоден у леђа док је био везан лисицама. Схвативши да је његова каријера можда готова ако не успе да открије ко је убица, Ричард завирује у злочиначку историју затвореника и сазнаје да је био преварант. Пошто су многи осумњичени желели да затвореник умре, Ричард скреће пажњу на удовицу жртве, уверен да она зна више него што тврди да зна. Кључни траг у овом случају је неочекивана смрт удовице на дан сахране њеног мужа, откривајући ко је првобитни убица. |                    |                         |              |                |                    |                                 |
| 6 | 6                  | "Бескорисна помоћ"      | Алфред Лот   | Роберт Торогуд | 29. новембар 2011. | 5,30                            |
| Двејн и Фидел се удружују да реше смрт искусног рониоца који се удавио три метра испод воде када се Ричард разболео, а Камил је у Паризу. Док почињу да истражују смрт рониоца, њих двојица брзо утврђују да је ронилац убијен. ДН Анђела Јанг, британска детективка на одмору, почиње да интервенише у случају и покушава сама да реши загонетку, али када јој је изостао напредак у истрази, Двејн и Фидел раде Анђели иза леђа да сами раде на случају и представљају Ричарду све доказе које су прикупили, наводећи Ричарда да реши убиство пре него што га реши она. Након решавања случаја, Ричард се суочава са бесном Камил чију је мајку Кетрин случајно увредио док је био болестан, а како су се њих двоје расправљали, Двејн и Фидел радосно примећују да се све вратило у нормалу.                                      |                    |                         |              |                |                    |                                 |
| 7 | 7                  | "Музика убиства"        | Пол Харисон  | Џек Лотијан    | 6. децембар 2011.  | 5,66                            |
| Двејн води екипу на концерт реформисаног рок бенда, али певач је убијен и пронађен на бини унутар ковчега само неколико минута пре планираног наступа. Пошто сви осумњичени имају алиби, Камил, Двејн и Фидел почињу да верују да је то било самоубиство, али Ричард није убеђен. Ричард користи слике са концерта и идентификује један од алибија да се снађе. |                    |                         |              |                |                    |                                 |
| 8 | 8                  | "Међу нама"             | Пол Харисон  | Роберт Торогуд | 13. децембар 2011. | 6,29                            |
| Двејн ужива у показивању Нађе, нове даме коју упознаје у ноћном изласку. Међутим, његова срећа је брзо прекинута када је Нађа пронађена убијена у свом кревету следећег јутра са новчићима гурнутим у уста, а кућа је опљачкана. Ричард одбија да прекрши пропис и опходи се према Двејну као према осумњиченом за убиство због чега цела екипа негодује. Ричард открива да је Нађа, која се заправо звала Роуз, била доушница која се спремала да разоткрије бруку о прању новца. Екипа се бори да пронађе доказе како би ухватио Роузиног убицу све док Ричард није прокопао дубље по доказима којих је већ свестан. Фиделова жена Џулијет се порађа и рађа ћерку Роузи. |                    |                         |              |                |                    |                                 |